# Ernst Swoboda
Ernst Swoboda (18. června 1879 Tachov – 24. dubna 1950 Vídeň) byl německý právník, soudce a profesor civilního práva na několika německých univerzitách. Byl aktivním členem nacistické strany.

## Život a působení
Pocházel z rodiny „staroliberálního“ poslance a tachovského starosty Heinricha Swobody, absolvoval gymnázium ve Stříbře a poté studoval práva v Praze, Innsbrucku a Štýrském Hradci. Pak působil jako okresní soudce, v roce 1919 se habilitoval v oboru občanského práva na univerzitě ve Štýrském Hradci a o pět let později zde byl jmenován profesorem. Později se roku 1933 stal profesorem také na Německé univerzitě v Praze, kde vedl katedru soukromého a občanského procesního práva.
Ve svém díle se nejvíce zabýval obecným zákoníkem občanským (ABGB), dokázal zásadní vliv Kantových myšlenek na vypracování této kodifikace občanského práva. Prosazoval základní principy, které zákon obsahoval a které podle jeho názoru měly nahrazovat případné mezery v právu, a když byl např. pozván do rekodifikačních komisí, které měly připravit osnovu nového československého občanského zákoníku, odporoval některým představám o možné retroaktivitě nových zákonů.
Po nástupu nacistů v Německu se Ernst Swoboda stal členem Sudetoněmecké strany, opustil své původní liberální směřování a do svého díla naopak čím dál více zapojoval ideologii nacismu. Spolupracoval také na vypracování návrhů zákonů, které měly sudetským Němcům zajistit v rámci Československa co nejširší autonomii. Na sklonku 30. let z obavy před reakcí československé vlády na svou politickou činnost raději odešel do Vídně, kde přednášel na univerzitě a dále se účastnil aktivit různých nacistických organizací.